# Pròmac (fill d'Èson)
D'acord amb la mitologia grega, Pròmac (en grec antic Πρόμαχος), va ser un fill d'Èson i d'Alcímede (o Polimeda).
Quan Pèlias va enviar Jàson a conquerir el velló d'or a la Còlquida tenia l'esperança que no tornaria. Per por que li prengués el tron, va voler matar el seu germanastre Èson. Aquest li va demanar poder triar la manera de morir, i es va enverinar amb sang de toro. Alcímede, la mare de Jàson, va maleir Pèlias i es va penjar, deixant un fill de poca edat, Pròmac, a qui Pèlias també va matar. Es veia segur en el seu reialme perquè havia arribat la nova (falsa) de la mort de Jàson. Al cap d'un temps va tornar Jàson, que, tot i desitjar venjar els seus pares, va dissimular i es dirigí a Corint, on va tramar, amb Medea, la forma de castigar Pèlias.